# (7064) Montesquieu
(7064) Montesquieu ist ein Asteroid des äußeren Hauptgürtels, der am 26. Juli 1992 vom belgischen Astronomen Eric Walter Elst am La-Silla-Observatorium (Sternwarten-Code 809) der Europäischen Südsternwarte in Chile entdeckt wurde.
Der Asteroid gehört zur Themis-Familie, einer Gruppe von Asteroiden, die nach (24) Themis benannt wurde.
(7064) Montesquieu ist nach dem französischen Schriftsteller, Philosophen und Staatstheoretiker der Aufklärung Charles de Secondat, Baron de Montesquieu (1689–1755) benannt, der als Vorläufer der Soziologie, bedeutender politischer Philosoph und  Mitbegründer der modernen Geschichtswissenschaft gilt.